# Дейдвілл (Міссурі)
Дейдвілл (англ. Dadeville) — селище (англ. village) в США, в окрузі Дейд штату Міссурі. Населення — 226 осіб (2020).

## Географія
Дейдвілл розташований за координатами 37°28′46″ пн. ш. 93°40′26″ зх. д. / 37.47944° пн. ш. 93.67389° зх. д. (37.479333, -93.673967).  За даними Бюро перепису населення США в 2010 році селище мало площу 2,58 км², з яких 2,57 км² — суходіл та 0,01 км² — водойми.

## Демографія
Згідно з переписом 2010 року, у селищі мешкали 234 особи в 90 домогосподарствах у складі 69 родин. Густота населення становила 91 особа/км².  Було 104 помешкання (40/км²).
Расовий склад населення:
| - 96,2 % — білих - 0,9 % — корінних американців - 0,4 % — азіатів |

До двох чи більше рас належало 2,6 %. Частка іспаномовних становила 2,1 % від усіх жителів.
За віковим діапазоном населення розподілялося таким чином: 25,6 % — особи молодші 18 років, 55,2 % — особи у віці 18—64 років, 19,2 % — особи у віці 65 років та старші. Медіана віку мешканця становила 44,0 року. На 100 осіб жіночої статі у селищі припадало 87,2 чоловіків;  на 100 жінок у віці від 18 років та старших — 91,2 чоловіків також старших 18 років.
Середній дохід на одне домашнє господарство  становив 51 313 долари США (медіана — 44 167), а середній дохід на одну сім'ю — 56 723 долари (медіана — 47 083). За межею бідності перебувало 28,0 % осіб, у тому числі 51,4 % дітей у віці до 18 років та 8,3 % осіб у віці 65 років та старших.
Цивільне працевлаштоване населення становило 105 осіб. Основні галузі зайнятості: освіта, охорона здоров'я та соціальна допомога — 36,2 %, роздрібна торгівля — 14,3 %, транспорт — 8,6 %, мистецтво, розваги та відпочинок — 7,6 %.